# Green Beret
Green Beret (グリーンベレー Gurīn Berē?), är ett plattformsactionspel utgivet av Konami 1985.
Spelet kallades i Nordamerika Rush'n Attack (titelmässigt en ordlek med "Russian attack") och utspelar sig under det Kalla kriget, där man beväpnad med kniv, senare även eldvapen, skall rädda krigsfångar.

### Fotnoter
1. 1 2 3  ”Rush'n Attack”. NES DB. 27 februari 1987. Arkiverad från originalet den 27 april 2014. https://web.archive.org/web/20140427010358/http://www.nesdb.se/game_more.php?id=624&rid=1. Läst 26 april 2014.
2. ↑  ”Rush'n Attack”. The International Arcade Museum. http://www.arcade-museum.com/game_detail.php?game_id=9382. Läst 26 april 2014.